# II. Ottokár cseh király

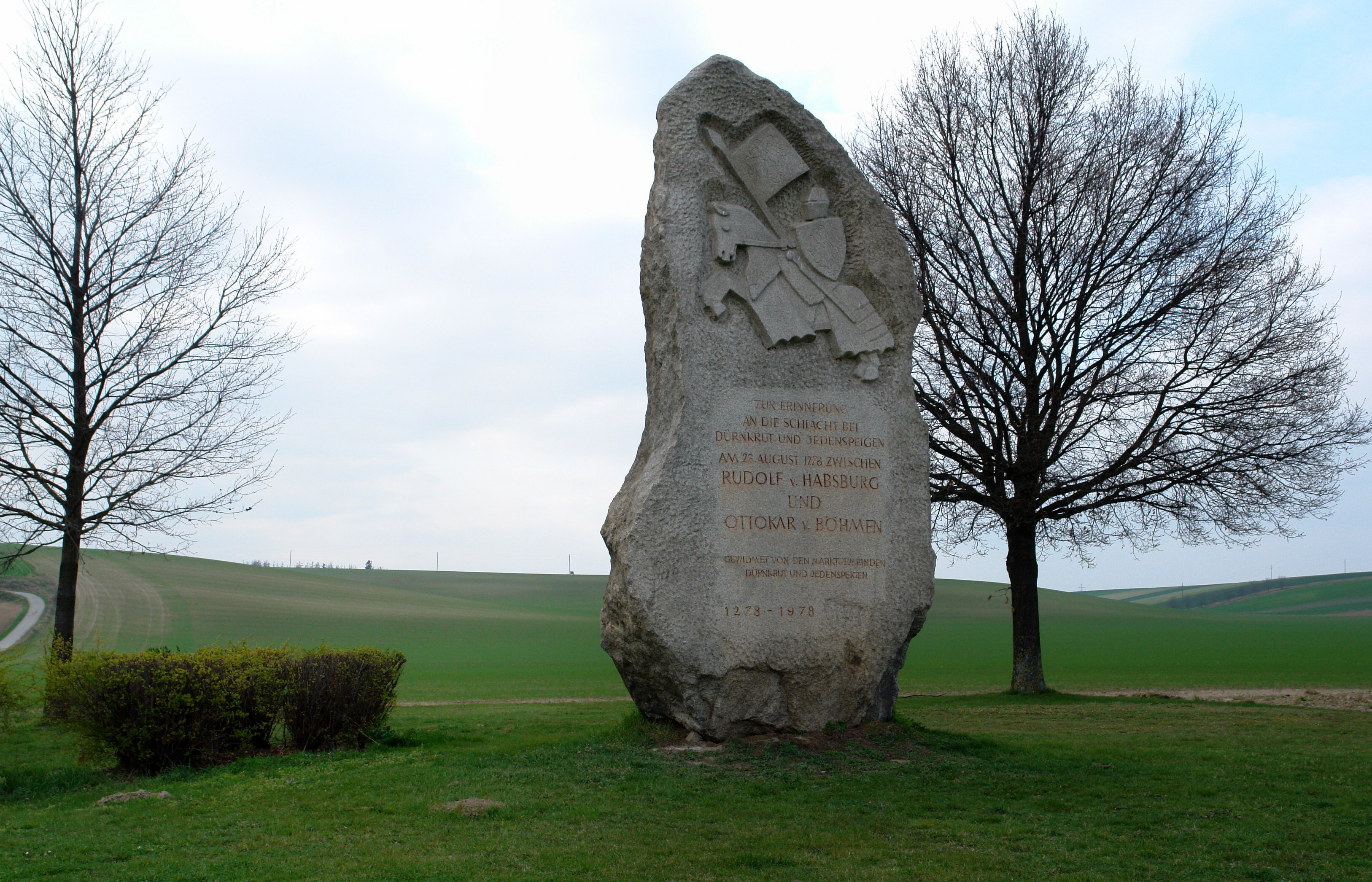
Az 1278-as morvamezei csata emlékoszlopa Dürnkrutnál

II. Přemysl Ottokár más néven Nagy Ottokár (csehül: Přemysl Otakar II.), (1232 ősze – 1278. augusztus 26.) cseh király 1253-tól haláláig; országát rövid időre a Német-római Birodalom legerősebb államává fejlesztette.

## Élete
I. Vencel cseh király másodszülött fia. Morva őrgrófként igényt tartott a férfiágon kihalt Babenberg-ház örökségére, mivel II. Frigyes osztrák herceg elesett a IV. Béla magyar király elleni harcokban. 1251-ben megszállta Alsó-Ausztriát hadseregével, és Bécset is sikerült elfoglalnia. 1251 novemberében Ausztria hercegévé választották.
1253-ban II. Ottokár néven cseh király lett, miután apja meghalt. Stájerországot is meg akarta szerezni, de IV. Béla megegyezett vele, hogy az a tartomány az övé lesz. A megállapodás azonban nem maradt tartós, mert a stájer rendek Ottokár buzdítására fellázadtak a magyar király ellen, és a cseh király fennhatóságát ismerték el. Ottokár hosszú háborúk során 1260-ban kiűzte az István királyfi (a későbbi V. István) által vezetett magyar seregeket Stájerországból. Ezután megszerezte Krajna tartományt is (a mai Szlovénia területének nagy része). Ekkor került a birtokába a felsőlendvai vár is.
Ottokár a hódításai után már békére törekedett a magyarokkal. Mivel felesége meddő volt, a pápa engedélyével elvált tőle, és a magyarokkal kötött béke jegyében 1261-ben feleségül vette IV. Béla unokájának, Kunigundának a kezét.
Csehország ebben az időben nagyot fejlődött. Lakossága – telepítések révén is – gyorsan nőtt, városai gazdagodtak, ezüstbányái Európában a legnagyobbak voltak. Ottokár ennek révén úgy érezte, elérhetővé vált számára a német-római császári trón, ami ekkor üresen állt. A céljaival függött össze, hogy 1254-1255-ben a német lovagrenddel szövetségben keresztes háborúkat intézett a pogány poroszok és litvánok ellen. Poroszország legfontosabb városa, Königsberg (a mai Kalinyingrád) az ő tiszteletére kapta a nevét. 1266–1267-ben a litvánok ellen vezetett keresztes hadjáratot.
Ottokár tovább folytatta ausztriai hadjáratait is: 1269-ben elfoglalta Karintiát, a Karni-Alpok vidékét és Isztriát. Ezekért a területekért ismét háborúznia kellett a magyarokkal. V. István, majd később IV. (Kun) László ellen folytatott sikeres hadjáratot, egy ízben nagy pusztításokat végzett a Dunántúlon.
II. Ottokár birtokai ekkor Sziléziától az Adriai-tengerig terjedtek, és ő volt a Német-római Birodalom legerősebb uralkodója. Éppen ezért azonban a német választók féltek a hatalmától, ezért a jelentéktelennek tartott Habsburg Rudolf svájci grófot választották meg, egyelőre királynak. I. Rudolf német király meg akarta szerezni az osztrák tartományokat. Ottokár természetesen nem fogadta el ezt a követelést, de 1274-ben a regensburgi birodalmi gyűlésen megfosztották Ausztriára, Stájerországra és Karintiára vonatkozó jogaitól, majd 1276 júniusában kiközösítették a Birodalomból. Rudolf végül betört Ausztriába, és az 1276. novemberi bécsi békekötéssel kényszerítette, hogy Ottokár Cseh- és Morvaország kivételével valamennyi birtokáról lemondjon.
Két évvel később Ottokár megpróbálta visszaszerezni birtokait, és csapataival Bécs ellen indult. Rudolf a magyarokkal szövetkezett, akik a cseh uralkodóban látták a veszélyesebb ellenfelet. 1278-ban a Morva-mezőn zajlott le a dürnkruti csata, amelyben a magyarok lovassága és taktikája döntötte el a győzelmet Rudolf javára, a csatában Ottokár is halálát lelte: Ottokár látva, hogy a csata elveszett, egy kis csapattal megpróbált elmenekülni, de az osztrákok gyűrűjéből nem tudott kitörni. Lova felbukott és a kétségbeejtő helyzetben a megadást választotta. Nevét hangosan kiáltva jelezte, hogy nem folytatja tovább a harcot. Támadóit azonban a bosszúvágy vezérelte. Miután felismerték, még kegyetlenebbül támadták, szúrták és vágták. Végül 17 sebből vérezve feküdt a földön. Legyőzői még ekkor sem ismertek kegyelmet, hanem lovagiatlan módon a ruháitól is megfosztották.
A Habsburgok pedig azonnal megszerezték a hódított területeit, fia, Vencel csak a cseh koronát tudta megtartani.

## Családfa

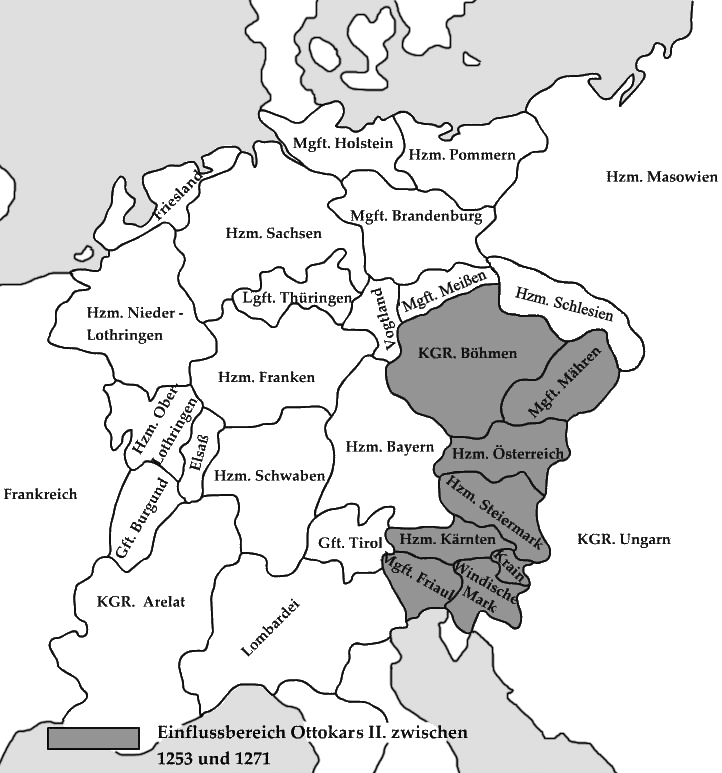
Az Ottokár által uralt területek

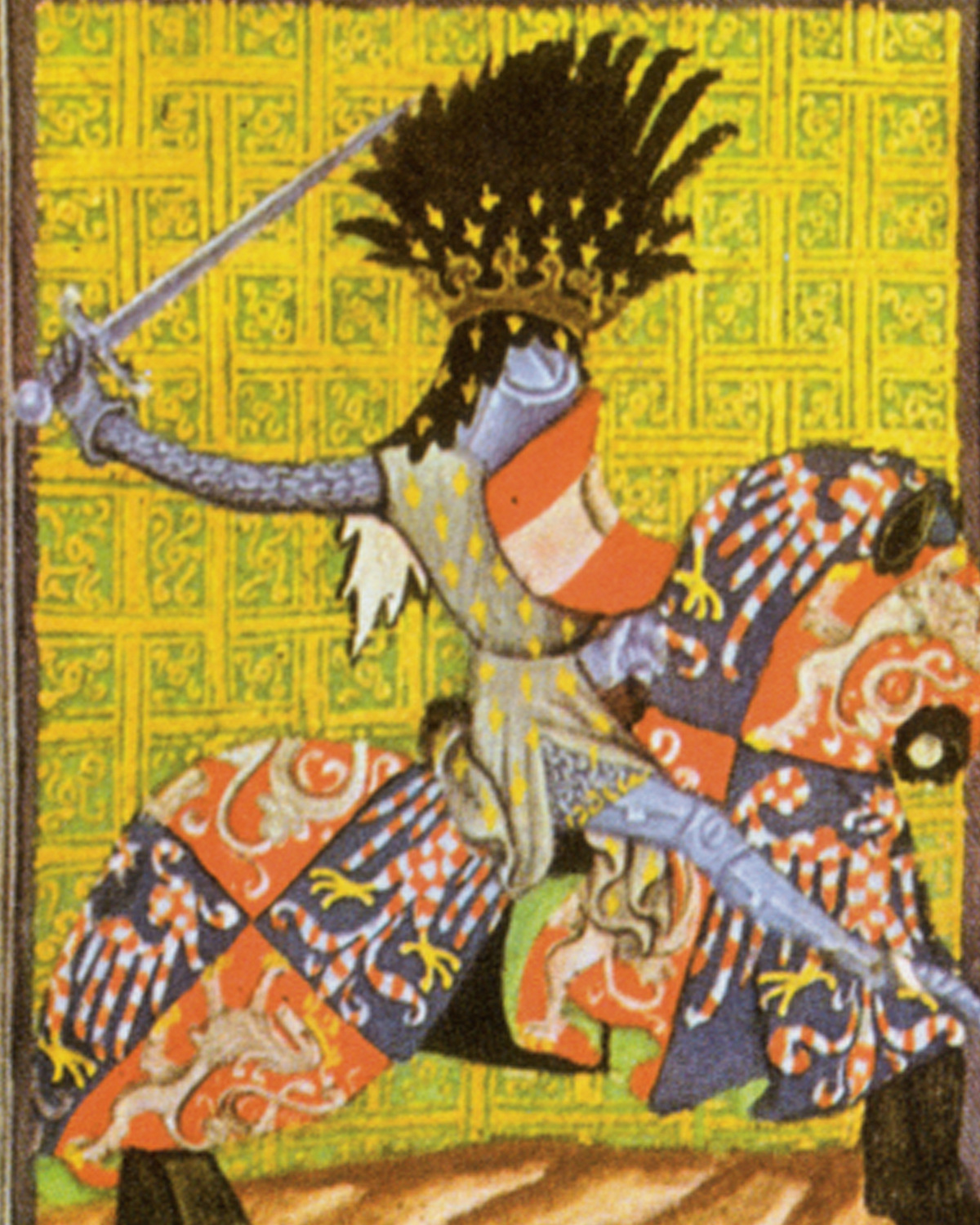
II. Ottokár (miniatúra a Gulhausen-kódexből)

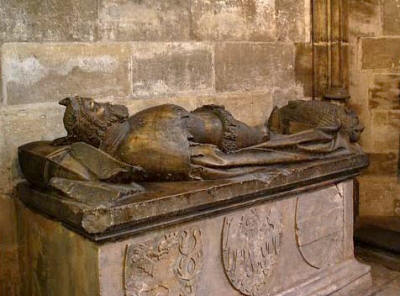
Ottokár sírja a prágai Szent Vitus székesegyházban

| I. Ottokár * 1158 † 1230. XII. 15. | I. Ottokár * 1158 † 1230. XII. 15. |                                     |                                     | Árpád-házi Konstancia * 1180. II. 17. † 1240. XII. 4. | Árpád-házi Konstancia * 1180. II. 17. † 1240. XII. 4. |  |  | Fülöp német király * 1177. VIII.-a † 1208. VI. 21. | Fülöp német király * 1177. VIII.-a † 1208. VI. 21. |                                              |                                              | Irena Angelovna * 1181 † 1208. VIII. 27. | Irena Angelovna * 1181 † 1208. VIII. 27. |
|                                    |                                    |                                     |                                     |                                                       |                                                       |  |  |                                                    |                                                    |                                              |                                              |                                          |                                          |
|                                    |                                    |                                     |                                     |                                                       |                                                       |  |  |                                                    |                                                    |                                              |                                              |                                          |                                          |
|                                    |                                    | I. Vencel * 1205 k. † 1253. IX. 23. | I. Vencel * 1205 k. † 1253. IX. 23. |                                                       |                                                       |  |  |                                                    |                                                    | Hohenstauf Kunhuta * 1200 k. † 1248. IX. 13. | Hohenstauf Kunhuta * 1200 k. † 1248. IX. 13. |                                          |                                          |
|                                    |                                    |                                     |                                     |                                                       |                                                       |  |  |                                                    |                                                    |                                              |                                              |                                          |                                          |
|                                    |                                    |                                     |                                     |                                                       |                                                       |  |  |                                                    |                                                    |                                              |                                              |                                          |                                          |
|                                    |                                    |                                     |                                     |                                                       |                                                       |  |  |                                                    |                                                    |                                              |                                              |                                          |                                          |

| 1 Babenbergi Margit * 1204 † 1266. X. 29. OO 1253 | 1 Babenbergi Margit * 1204 † 1266. X. 29. OO 1253 | 2 Kunigunda * 1245. VI. 12. † 1285. IX. 4. OO 1261 | 2 Kunigunda * 1245. VI. 12. † 1285. IX. 4. OO 1261 | II. Ottokár * 1232 ősze † 1278. VIII. 26.  | II. Ottokár * 1232 ősze † 1278. VIII. 26.  | 3 szeretők                        | 3 szeretők                        |                  |                  |
|                                                   |                                                   |                                                    |                                                    |                                            |                                            |                                   |                                   |                  |                  |
|                                                   | 2                                                 |                                                    | 2                                                  |                                            | 2                                          |                                   | 3                                 |                  | 3                |
| Kunhuta * 1265. I.-a † 1321. XI. 27.              | Kunhuta * 1265. I.-a † 1321. XI. 27.              | Ágnes (2) * 1269. IX. 5. † 1296. V. 17.            | Ágnes (2) * 1269. IX. 5. † 1296. V. 17.            | II. Vencel * 1271. IX. 27. † 1305. VI. 21. | II. Vencel * 1271. IX. 27. † 1305. VI. 21. | Miklós * 1255 k. † 1318. VII. 25. | Miklós * 1255 k. † 1318. VII. 25. | Ágnes (1) † 1260 | Ágnes (1) † 1260 |
|                                                   | 3                                                 |                                                    | 3                                                  |                                            | 3                                          |                                   |                                   |                  |                  |
| Erzsébet † 1260                                   | Erzsébet † 1260                                   | leány                                              | leány                                              | János † 1296. VIII. 26.                    | János † 1296. VIII. 26.                    |                                   |                                   |                  |                  |